# هاروی کچینگز
هاروی کچینگز (انگلیسی: Harvey Catchings؛ زادهٔ ۲ سپتامبر ۱۹۵۱) بازیکن بسکتبال اهل ایالات متحده آمریکا است.
از باشگاه‌هایی که در آن بازی کرده‌است می‌توان به میلواکی باکس، فیلادلفیا سونتی‌سیکسرز، بروکلین نتس، و لس آنجلس کلیپرز اشاره کرد.